# August Friedrich Leopold Faubel
August Friedrich Leopold Faubel (Den Haag, 25 maart 1834 – aldaar, 25 oktober 1873) was een Nederlands pianist.
Hij was de door klarinettist Johann Philipp Faubel erkende zoon van Elisabeth Ruppel. Hijzelf had een relatie met toneelspeelster Elisabeth Rofessa en later Wilhelmina Frederika Unterhorst (1872). Een zoon met Rofessa kreeg de naam August Frederik Leopold Faubel mee, een zoon met Unterhorst heette Theodoor Bastiaan August Faubel, beiden betrokken bij Nederlands-Indië.
Zijn vader was verbonden aan het Conservatorium van Den Haag. Zijn eerste opleiding kreeg hij dus daar. In die stad werd hij ook muziekonderwijzer (niet aan het conservatorium). Later was hij betrokken als directeur bij de Fransche Opera in Den Haag (zijn vader was er muzikant). 
In maart 1873 nam hij muziekuitgeverij Firma Theune & Co over, wijzend op zijn twintig jaar ervaring in het muziekonderwijs. Amper een half jaar later overleed hij.